# 農林水產副大臣
農林水產副大臣（日语：／ Nōrin Suisan Fukudaijin），是日本國政府農林水產省的副大臣，輔佐農林水產大臣處理總務省相關事務。

## 概要

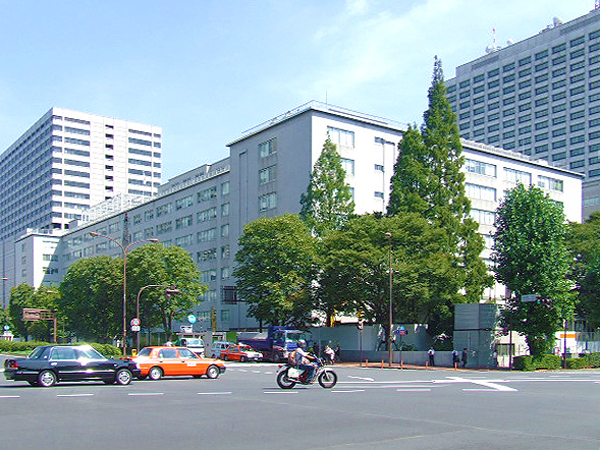
農林水產省廳舍所在的中央合同廳舍第1號館

2001年1月6日，根據《中央省廳機構改革基本法》對中央省廳機構進行改組而設立。 同日，第二屆森內閣 (改組 中央省廳再編後)啟動，任命眾議院議員松岡利勝及參議院議員田中直紀擔任首屆副大臣。
奉農林水產大臣之命，負責協助確保食品供給穩定、發展農林水產業及振興農山漁村等事務。根據《國家行政組織法》，人數固定為兩人。

## 歷代副大臣
| 外務副大臣     | 外務副大臣                  | 外務副大臣                             | 外務副大臣                 | 外務副大臣     | 外務副大臣               | 外務副大臣               | 外務副大臣               | 外務副大臣                                                   |
| 内閣           | 内閣                        | 外務大臣                               | 全名                       | 就職日         | 卸任日                   | 黨派                     | 出身                     | 備註                                                         |
| -------------- | --------------------------- | -------------------------------------- | -------------------------- | -------------- | ------------------------ | ------------------------ | ------------------------ | ------------------------------------------------------------ |
| 第2次森内閣    | 改造內閣 （中央省廳再編後） | 谷津義男                               | 松岡利勝                   | 2001年1月6日   | 2001年4月26日            | 自由民主黨               | 眾議員（熊本縣第3區）    |                                                              |
| 第2次森内閣    | 改造內閣 （中央省廳再編後） | 谷津義男                               | 田中直紀                   | 2001年1月6日   | 2001年4月26日            | 自由民主黨               | 參議員（新潟縣選舉區）   |                                                              |
| 第1次小泉内閣  | 第1次小泉内閣               | 武部勤                                 | 遠藤武彥                   | 2001年5月1日   | 2002年9月30日            | 自由民主黨               | 眾議員（山形縣第2區）    |                                                              |
| 第1次小泉内閣  | 第1次小泉内閣               | 武部勤                                 | 田中直紀                   | 2001年5月1日   | 2001年9月21日            | 自由民主黨               | 參議員（新潟縣選舉區）   | 再任 任內辭職，由野間赳接任                                  |
| 第1次小泉内閣  | 第1次小泉内閣               | 武部勤                                 | 野間赳                     | 2001年9月21日  | 2002年9月30日            | 自由民主黨               | 參議員（愛媛縣選舉區）   |                                                              |
|                | 第1次改造内閣               | 大島理森 →龜井善之                     | 北村直人                   | 2002年10月2日  | 2003年9月22日            | 自由民主黨               | 眾議員（北海道第13區）   | 留任                                                         |
| 太田豐秋       | 第1次改造内閣               | 大島理森 →龜井善之                     | 參議員（福島縣選舉區）     | 2002年10月2日  | 2003年9月22日            | 自由民主黨               |                          |                                                              |
| 第2次改造内閣  | 龜井善之                    | 栗原博久                               | 2003年9月25日              | 2003年11月19日 | 眾議員（新潟縣第2區）    | 自由民主黨               |                          |                                                              |
| 第2次改造内閣  | 龜井善之                    | 市川一朗                               | 2003年9月25日              | 2003年11月19日 | 參議員（宮城縣選舉區）   | 自由民主黨               |                          |                                                              |
| 第2次小泉内閣  | 第2次小泉内閣               | 金田英行                               | 2003年11月20日             | 2004年9月27日  | 眾議員（北海道第7區）    | 自由民主黨               |                          |                                                              |
| 第2次小泉内閣  | 第2次小泉内閣               | 市川一朗                               | 2003年11月20日             | 2004年9月27日  | 參議員（宮城縣選舉區）   | 自由民主黨               | 再任                     |                                                              |
|                | 改造内閣                    | 島村宜伸 →小泉純一郎 →岩永峯一         | 岩永峯一                   | 2004年9月29日  | 2005年8月11日            | 自由民主黨               | 眾議員（滋賀縣第3區）    | 因接替農林水產大臣一職而辭職，但未任命新任人選前內閣經已總辭 |
| 常田享詳       | 改造内閣                    | 島村宜伸 →小泉純一郎 →岩永峯一         | 2005年9月21日              | 2004年9月29日  | 參議員（鳥取縣選舉區）   | 自由民主黨               |                          |                                                              |
| 第3次小泉内閣  | 第3次小泉内閣               | 岩永峯一                               | 宮腰光寬                   | 2005年9月22日  | 2005年10月31日           | 自由民主黨               | 眾議員（富山縣第2區）    |                                                              |
| 第3次小泉内閣  | 第3次小泉内閣               | 岩永峯一                               | 常田享詳                   | 2005年9月22日  | 2005年10月31日           | 自由民主黨               | 參議員（鳥取縣選舉區）   | 再任                                                         |
|                | 改造内閣                    | 中川昭一                               | 宮腰光寬                   | 2005年11月2日  | 2006年9月26日            | 自由民主黨               | 眾議員（富山縣第2區）    | 留任                                                         |
| 三浦一水       | 改造内閣                    | 中川昭一                               | 參議員（熊本縣選舉區）     | 2005年11月2日  | 2006年9月26日            | 自由民主黨               |                          |                                                              |
| 第1次安倍内閣  | 第1次安倍内閣               | 松岡利勝 →若林正俊 →赤城德彥 →若林正俊 | 山本拓                     | 2006年9月27日  | 2007年8月27日            | 自由民主黨               | 眾議員（福井縣第2區）    |                                                              |
| 第1次安倍内閣  | 第1次安倍内閣               | 松岡利勝 →若林正俊 →赤城德彥 →若林正俊 | 國井正幸                   | 2006年9月27日  | 2007年8月27日            | 自由民主黨               | 參議員（栃木縣選舉區）   |                                                              |
|                | 改造内閣                    | 遠藤武彥 →甘利明 →若林正俊             | 今村雅弘                   | 2007年8月29日  | 2007年9月26日            | 自由民主黨               | 眾議員（佐賀縣第2區）    |                                                              |
| 岩永浩美       | 改造内閣                    | 遠藤武彥 →甘利明 →若林正俊             | 參議員（佐賀縣選舉區）     | 2007年8月29日  | 2007年9月26日            | 自由民主黨               |                          |                                                              |
| 福田康夫内閣   | 福田康夫内閣                | 若林正俊                               | 今村雅弘                   | 2007年9月27日  | 2008年8月2日             | 自由民主黨               | 眾議員（佐賀縣第2區）    | 再任                                                         |
| 福田康夫内閣   | 福田康夫内閣                | 若林正俊                               | 岩永浩美                   | 2007年9月27日  | 2008年8月2日             | 自由民主黨               | 參議員（佐賀縣選舉區）   | 再任                                                         |
|                | 改造内閣                    | 太田誠一 →町村信孝                     | 近藤基彥                   | 2008年8月5日   | 2008年9月24日            | 自由民主黨               | 眾議員（新潟縣第2區）    |                                                              |
| 石田祝稔       | 改造内閣                    | 太田誠一 →町村信孝                     | 公明黨                     | 2008年8月5日   | 2008年9月24日            | 眾議員（四國比例代表區） |                          |                                                              |
| 麻生内閣       | 麻生内閣                    | 石破茂                                 | 近藤基彥                   | 2008年9月29日  | 2009年9月16日            | 自由民主黨               | 眾議員（新潟縣第2區）    | 再任                                                         |
| 麻生内閣       | 麻生内閣                    | 石破茂                                 | 石田祝稔                   | 2008年9月29日  | 2009年9月16日            | 公明黨                   | 眾議員（四國比例代表區） | 再任                                                         |
| 鳩山由紀夫内閣 | 鳩山由紀夫内閣              | 赤松廣隆                               | 山田正彥                   | 2009年9月18日  | 2010年6月8日             | 民主黨                   | 眾議員（長崎縣第3區）    |                                                              |
| 鳩山由紀夫内閣 | 鳩山由紀夫内閣              | 赤松廣隆                               | 郡司彰                     | 2009年9月18日  | 2010年6月8日             | 民主黨                   | 參議員（茨城縣選舉區）   |                                                              |
| 菅直人内閣     | 菅直人内閣                  | 山田正彥                               | 篠原孝                     | 2010年6月9日   | 2010年9月17日            | 民主黨                   | 眾議員（長野縣第1區）    |                                                              |
| 菅直人内閣     | 菅直人内閣                  | 山田正彥                               | 郡司彰                     | 2010年6月9日   | 2010年9月17日            | 民主黨                   | 參議員（茨城縣選舉區）   | 再任                                                         |
|                | 第1次改造内閣               | 鹿野道彥                               | 篠原孝                     | 2010年9月21日  | 2011年1月14日            | 民主黨                   | 眾議員（長野縣第1區）    | 留任                                                         |
| 筒井信隆       | 第1次改造内閣               | 鹿野道彥                               | 眾議員（新潟縣第6區）      | 2010年9月21日  | 2011年1月14日            | 民主黨                   |                          |                                                              |
|                | 第2次改造内閣               | 鹿野道彥                               | 篠原孝                     | 2011年1月18日  | 2011年9月2日             | 民主黨                   | 眾議員（長野縣第1區）    | 留任                                                         |
| 筒井信隆       | 第2次改造内閣               | 鹿野道彥                               | 眾議員（新潟縣第6區）      | 2011年1月18日  | 2011年9月2日             | 民主黨                   | 留任                     |                                                              |
| 野田内閣       | 野田内閣                    | 鹿野道彥                               | 岩本司                     | 2011年9月5日   | 2012年1月13日            | 民主黨                   | 參議員（福岡縣選舉區）   |                                                              |
| 野田内閣       | 野田内閣                    | 鹿野道彥                               | 筒井信隆                   | 2011年9月5日   | 2012年1月13日            | 民主黨                   | 眾議員（新潟縣第6區）    | 再任                                                         |
|                | 第1次改造内閣               | 鹿野道彥                               | 岩本司                     | 2012年1月13日  | 2012年6月4日             | 民主黨                   | 參議員（福岡縣選舉區）   | 留任                                                         |
| 筒井信隆       | 第1次改造内閣               | 鹿野道彥                               | 眾議員（新潟縣第6區）      | 2012年1月13日  | 2012年6月4日             | 民主黨                   | 留任                     |                                                              |
| 第2次改造内閣  | 郡司彰                      | 岩本司                                 | 2012年6月4日               | 2012年10月1日  | 參議員（福岡縣選舉區）   | 民主黨                   | 留任                     |                                                              |
| 第2次改造内閣  | 郡司彰                      | 佐佐木隆博                             | 2012年6月4日               | 2012年10月1日  | 眾議員（北海道第6區）    | 民主黨                   |                          |                                                              |
| 第3次改造内閣  | 郡司彰                      | 吉田公一                               | 2012年10月2日              | 2012年12月26日 | 眾議員（東京比例代表區） | 民主黨                   |                          |                                                              |
| 第3次改造内閣  | 郡司彰                      | 佐佐木隆博                             | 2012年10月2日              | 2012年12月26日 | 眾議員（北海道第6區）    | 民主黨                   | 留任                     |                                                              |
| 第2次安倍内閣  | 第2次安倍内閣               | 林芳正                                 | 江藤拓                     | 2012年12月27日 | 2014年9月3日             | 自由民主黨               | 眾議員（宮崎縣第2區）    |                                                              |
| 第2次安倍内閣  | 第2次安倍内閣               | 林芳正                                 | 加治屋義人                 | 2012年12月27日 | 2013年9月30日            | 自由民主黨               | 參議員（鹿兒島縣選舉區） | 任內辭職，由吉川貴盛接任                                     |
| 第2次安倍内閣  | 第2次安倍内閣               | 林芳正                                 | 吉川貴盛                   | 2013年9月30日  | 2014年9月3日             | 自由民主黨               | 眾議員（北海道第2區）    |                                                              |
|                | 改造内閣                    | 西川公也                               | 阿部俊子                   | 2014年9月4日   | 2014年12月24日           | 自由民主黨               | 眾議員（中國比例代表區） |                                                              |
| 小泉昭男       | 改造内閣                    | 西川公也                               | 參議員（神奈川縣選舉區）   | 2014年9月4日   | 2014年12月24日           | 自由民主黨               |                          |                                                              |
| 第3次安倍内閣  | 第3次安倍内閣               | 西川公也 →林芳正                       | 阿部俊子                   | 2014年12月25日 | 2015年10月8日            | 自由民主黨               | 眾議員（中國比例代表區） | 再任                                                         |
| 第3次安倍内閣  | 第3次安倍内閣               | 西川公也 →林芳正                       | 小泉昭男                   | 2014年12月25日 | 2015年10月8日            | 自由民主黨               | 參議員（神奈川縣選舉區） | 再任                                                         |
|                | 第1次改造内閣               | 森山裕                                 | 伊東良孝                   | 2015年10月9日  | 2016年8月5日             | 自由民主黨               | 眾議員（北海道第7區）    |                                                              |
| 齋藤健         | 第1次改造内閣               | 森山裕                                 | 眾議員（千葉縣第7區）      | 2015年10月9日  | 2016年8月5日             | 自由民主黨               |                          |                                                              |
| 第2次改造内閣  | 山本有二                    | 礒崎陽輔                               | 2016年8月5日               | 2017年8月3日   | 參議員（大分縣選舉區）   | 自由民主黨               |                          |                                                              |
| 第2次改造内閣  | 山本有二                    | 齋藤健                                 | 2016年8月5日               | 2017年8月3日   | 眾議員（千葉縣第7區）    | 自由民主黨               | 留任                     |                                                              |
| 第3次改造内閣  | 齋藤健                      | 礒崎陽輔                               | 2017年8月7日               | 2017年11月2日  | 參議員（大分縣選舉區）   | 自由民主黨               | 留任                     |                                                              |
| 第3次改造内閣  | 齋藤健                      | 谷合正明                               | 2017年8月7日               | 2017年11月2日  | 公明黨                   | 參議員（參議院比例區）   |                          |                                                              |
| 第4次安倍内閣  | 第4次安倍内閣               | 礒崎陽輔                               | 2017年11月2日              | 2018年10月4日  | 自由民主黨               | 參議員（大分縣選舉區）   | 再任                     |                                                              |
| 第4次安倍内閣  | 第4次安倍内閣               | 谷合正明                               | 2017年11月2日              | 2018年10月4日  | 公明黨                   | 參議員（參議院比例區）   | 再任                     |                                                              |
|                | 第1次改造內閣               | 吉川貴盛                               | 小里泰弘                   | 2018年10月4日  | 2019年9月13日            | 自由民主黨               | 參議員（鹿兒島縣第4區）  |                                                              |
| 高鳥修一       | 第1次改造內閣               | 吉川貴盛                               | 眾議員（新潟縣第6區）      | 2018年10月4日  | 2019年9月13日            | 自由民主黨               |                          |                                                              |
| 第2次改造內閣  | 江藤拓                      | 伊東良孝                               | 2019年9月13日              | 2020年9月18日  | 眾議員（北海道第7區）    | 自由民主黨               | 再入閣                   |                                                              |
| 第2次改造內閣  | 江藤拓                      | 加藤寬治                               | 2019年9月13日              | 2020年9月18日  | 眾議員（長崎縣第2區）    | 自由民主黨               |                          |                                                              |
| 菅義偉内閣     | 菅義偉内閣                  | 野上浩太郎                             | 葉梨康弘                   | 2020年9月18日  | 2021年10月6日            | 自由民主黨               | 眾議員（茨城縣第3區）    |                                                              |
| 菅義偉内閣     | 菅義偉内閣                  | 野上浩太郎                             | 宮內秀樹                   | 2020年9月18日  | 2021年10月6日            | 自由民主黨               | 眾議員（福岡縣第4區）    |                                                              |
| 第1次岸田內閣  | 第1次岸田內閣               | 金子原二郎                             | 武部新                     | 2021年10月6日  | 2021年11月11日           | 自由民主黨               | 眾議員（北海道第12區）   |                                                              |
| 第1次岸田內閣  | 第1次岸田內閣               | 金子原二郎                             | 中村裕之                   | 2021年10月6日  | 2021年11月11日           | 自由民主黨               | 眾議員（北海道第4區）    |                                                              |
| 第2次岸田內閣  | 第2次岸田內閣               | 金子原二郎                             | 武部新                     | 2021年11月11日 | 2022年8月12日            | 自由民主黨               | 眾議員（北海道第12區）   | 再任                                                         |
| 第2次岸田內閣  | 第2次岸田內閣               | 金子原二郎                             | 中村裕之                   | 2021年11月11日 | 2022年8月12日            | 自由民主黨               | 眾議員（北海道第4區）    | 再任                                                         |
|                | 第1次改造內閣               | 野村哲郎                               | 勝俁孝明                   | 2022年8月12日  | 2023年9月15日            | 自由民主黨               | 眾議員（靜岡縣第6區）    |                                                              |
| 野中厚         | 第1次改造內閣               | 野村哲郎                               | 眾議員（北關東比例代表區） | 2022年8月12日  | 2023年9月15日            | 自由民主黨               |                          |                                                              |
| 第2次改造內閣  | 宮下一郎 →坂本哲志          | 鈴木憲和                               | 2023年9月15日              | 2024年10月3日  | 眾議員（山形縣第2區）    | 自由民主黨               |                          |                                                              |
| 第2次改造內閣  | 宮下一郎 →坂本哲志          | 武村展英                               | 2023年9月15日              | 2024年10月3日  | 眾議員（滋賀縣第3區）    | 自由民主黨               |                          |                                                              |
| 第一次石破內閣 | 第一次石破內閣              | 小里泰弘                               | 鈴木憲和                   | 2024年10月3日  | 2024年11月13日           | 自由民主黨               | 眾議員（山形縣第2區）    | 再任                                                         |
| 第一次石破內閣 | 第一次石破內閣              | 小里泰弘                               | 武村展英                   | 2024年10月3日  | 2024年11月13日           | 自由民主黨               | 眾議員（滋賀縣第3區）    | 再任                                                         |
| 第二次石破內閣 | 第二次石破內閣              | 江藤拓 →小泉進次郎                     | 笹川博義                   | 2024年11月13日 | 現任                     | 自由民主黨               | 眾議員（群馬縣第3區）    |                                                              |
| 第二次石破內閣 | 第二次石破內閣              | 江藤拓 →小泉進次郎                     | 瀧波宏文                   | 2024年11月13日 | 現任                     | 自由民主黨               | 參議員（福井縣選舉區）   |                                                              |

再任表示換閣後再次被招攬，留任表示同一內閣改造後獲得挽留，再入閣表示時隔數個內閣後再度被招攬